# Ridwan Sanusi
Ridwan Sanusi (21 settembre 2002) è un calciatore nigeriano, attaccante del Žilina.

## Carriera

### Club
Il 1º luglio 2023 viene acquistato a titolo definitivo dalla squadra slovacca del Podbrezová.

## Statistiche

### Presenze e reti nei club
Statistiche aggiornate al 10 agosto 2024.
| Stagione          | Squadra           | Campionato        | Campionato | Campionato | Coppe nazionali | Coppe nazionali | Coppe nazionali | Coppe continentali | Coppe continentali | Coppe continentali | Altre coppe | Altre coppe | Altre coppe | Totale | Totale |
| Stagione          | Squadra           | Comp              | Pres       | Reti       | Comp            | Pres            | Reti            | Comp               | Pres               | Reti               | Comp        | Pres        | Reti        | Pres   | Reti   |
| ----------------- | ----------------- | ----------------- | ---------- | ---------- | --------------- | --------------- | --------------- | ------------------ | ------------------ | ------------------ | ----------- | ----------- | ----------- | ------ | ------ |
| 2021-2022         | Sereď             | SL                | 8          | 0          | CS              | 1               | 0               | -                  | -                  | -                  | -           | -           | -           | 9      | 0      |
| 2022-mar. 2023    | Slavoj Trebišov   | 2L                | 12         | 0          | CS              | 3               | 1               | -                  | -                  | -                  | -           | -           | -           | 15     | 1      |
| mar.-giu. 2023    | Pohronie          | 2L                | 11         | 2          | CS              | 0               | 0               | -                  | -                  | -                  | -           | -           | -           | 11     | 2      |
| 2023-2024         | Podbrezová        | SL                | 27         | 7          | CS              | 7               | 5               | -                  | -                  | -                  | -           | -           | -           | 34     | 12     |
| 2024-2025         | Podbrezová        | SL                | 3          | 0          | CS              | 0               | 0               | -                  | -                  | -                  | -           | -           | -           | 3      | 0      |
| Totale Podbrezová | Totale Podbrezová | Totale Podbrezová | 30         | 7          |                 | 7               | 5               |                    | -                  | -                  |             | -           | -           | 37     | 12     |
| Totale carriera   | Totale carriera   | Totale carriera   | 61         | 9          |                 | 11              | 6               |                    | -                  | -                  |             | -           | -           | 72     | 15     |